# Virtua Fighter Kids
Virtua Fighter Kids (バーチャファイター キッズ Bācha Faitā Kizzu?) es un videojuego de lucha de 1996 de la serie Virtua Fighter, y una versión súper deformada de Virtua Fighter 2. Fue desarrollado por Sega AM2 en la placa arcade ST-V, a diferencia del hardware de Virtua Fighter 2; también fue portado a la consola doméstica Sega Saturn.

## Jugabilidad
Todos los personajes tienen cabezas grandes y la música tiene un ritmo más rápido. La jugabilidad en sí está ligeramente modificada con respecto a Virtua Fighter 2. La versión de Saturn incluye algunos FMV nuevos y secuencias de botones programables para permitir que los jugadores prueben y utilicen combos predefinidos. A pesar de ser niños, algunos de los luchadores conservan las características adultas de sus homólogos de Virtua Fighter 2, como el vello facial, los músculos y los pechos.

## Lanzamiento
Entre los productos del juego en Japón se incluía una línea de juguetes de peluche que se vendieron muy bien incluso antes de que se terminara el desarrollo del juego.
En Japón, "Virtua Fighter Kids" se lanzó en Saturn como un artículo promocional en cooperación con las marcas de bebidas "Java Tea" y "Energen" bajo el título "Virtua Fighter Kids: Java Tea Original Edition". Más tarde se lanzó comercialmente sin ninguna mención de "Java Tea" en la portada. Toda la publicidad de Java Tea se eliminó de las versiones occidentales del juego, pero está presente en todas las versiones japonesas (arcade, edición regular y Java Edition).

## Apariciones en otros juegos
Aunque nunca se hicieron secuelas oficiales de Virtua Fighter Kids (aparte de las versiones VF Kids de la CG Portrait Series en Japón llamada Game Gear Portrait Series), las versiones infantiles de Akira Yuki y Sarah Bryant reaparecen como personajes jugables en Fighters Megamix, y algunos de sus compañeros personajes jugables también aparecen en la película final del juego. Los estilos Kid de Akira Yuki y Sarah Bryant se convirtieron en figuras en el juego de Sega Dreamcast Shenmue.

## Recepción
En Japón, Game Machine incluyó a Virtua Fighter Kids en su número del 1 de mayo de 1996 como el tercer juego arcade de mayor éxito del mes.
Virtua Fighter Kids dividió a los críticos hasta cierto punto. GameSpot, Scary Larry de GamePro y Dan Hsu, Crispin Boyer y Sushi-X de Electronic Gaming Monthly dijeron que, si bien Virtua Fighter Kids habría sido un modo extra divertido en Virtua Fighter 2, no valía la pena como un lanzamiento independiente a precio completo. Por otro lado, Next Generation, Rich Leadbetter de Sega Saturn Magazine y Shawn Smith de Electronic Gaming Monthly argumentaron que características como los cinemáticos divertidos, las nuevas expresiones faciales de los personajes y el nuevo escenario con temática infantil hacen del juego algo más que un truco para ganar dinero, aunque también dijeron que no es tan bueno como la versión original de Virtua Fighter 2. La mayoría de los críticos criticaron el corto alcance de los personajes infantiles. En una reseña retrospectiva, Colin de Allgame consideró que el juego era igual que sus predecesores, con una jugabilidad más rápida y más fácil para los jugadores más jóvenes. Concluyó diciendo: "Si bien Virtua Fighter Kids no ofrece necesariamente nada espectacular, es definitivamente una compra obligada para el fanático de Virtua Fighter que necesita todo o para cualquiera que esté interesado en esos personajes de dibujos animados japoneses de cabeza grande". En 1998, Saturn Power clasificó el juego en el puesto 86 de su Top 100 Sega Saturn Games, resumiendo: "VF Kids es una adición inútil al conjunto y ofrece muy pocas novedades de interés".